# Bizarre
Bizarre, właściwie Rufus Arthur Johnson (ur. 5 lipca 1976 r. w Detroit) – amerykański raper. Członek zespołu D12. Zaczynał w grupie zwanej Outsidaz z Rah Digga oraz Eminemem.
Gościnnie pojawił się w 2008 roku na płycie "KontraWersja" pochodzącego z Kalisza rapera Gorzkiego (aka Uncle G) we współpracy ze Stanisławem Soyką.

## Dyskografia

### Solo
- (1998) Attack of the Weirdos
- (2005) Hannicap Circus
- (2007) Blue Cheese & Coney Island
- (2010) Friday Night At St. Andrew's (25 maja[3])

### D12
- (1997) The Underground EP
- (2001) Devil's Night
- (2004) D12 World